# Pelomys
A Pelomys az emlősök (Mammalia) osztályának a rágcsálók (Rodentia) rendjébe, ezen belül az egérfélék (Muridae) családjába tartozó nem.

## Rendszerezés
A nembe az alábbi 5 faj tartozik:
- Pelomys campanae Huet, 1888
- Pelomys fallax Peters, 1852 – típusfaj
- Pelomys hopkinsi Hayman, 1955
- Pelomys isseli de Beaux, 1924
- Pelomys minor Cabrera & Ruxton, 1926